# Felip Farinós i Tortosa
Felip Farinós i Tortosa (València, 1826 - València, 1888) fou un escultor valencià influenciat pel romanticisme europeu.
Va formar-se en el camp de l'escultura a la Reial Acadèmia de Belles Arts de Sant Carles; i, posteriorment, amb Antoni Marzo. Més endavant, s'hi va començar a dedicar professionalment. Després de 25 anys com a escultor, va decidir obrir-se un taller propi, on sovint rebia l'ajuda del seu germà Carmel. Es va especialitzar en la realització de monuments funeraris. Fou membre acadèmic de la Reial Acadèmia de Belles Arts de Sant Carles i professor de l'Escola de Belles Arts de València.

## Obra
Una gran part de les seves obres són de temàtica religiosa. Es poden trobar treballs seus fets de fusta, marbre i ivori en diferents esglésies de tota la Península Ibèrica.

### Obres destacades
- Davallament, Església de Sant Francesc d'Oriola.
- Oració a l'hort, a Sagunt.
- Retaule major de la Seu de València (22 imatges i baix relleu de l'altar major).